# Marco Villa
Marco Villa (Abbiategrasso, 8 de febrero de 1969) es un deportista italiano que compitió en ciclismo en las modalidades de pista, especialista en la prueba de madison, y ruta.
Participó en los Juegos Olímpicos de Sídney 2000, obteniendo una medalla de bronce en la prueba de madison (junto con Silvio Martinello).
Ganó cuatro medallas en el Campeonato Mundial de Ciclismo en Pista entre los años 1989 y 1997, y dos medallas de plata en el Campeonato Europeo de Ciclismo en Pista entre los años 1995 y 2000.

## Medallero internacional
| Juegos Olímpicos   | Juegos Olímpicos         | Juegos Olímpicos  | Juegos Olímpicos            |
| Año                | Lugar                    | Medalla           | Competición                 |
| ------------------ | ------------------------ | ----------------- | --------------------------- |
| 2000               | Sídney (Australia)       | Medalla de bronce | Madison                     |
| Campeonato Mundial |                          |                   |                             |
| Año                | Lugar                    | Medalla           | Competición                 |
| 1989               | Lyon (Francia)           | Medalla de bronce | Persecución por equipos (A) |
| 1995               | Bogotá (Colombia)        | Medalla de oro    | Madison                     |
| 1996               | Mánchester (Reino Unido) | Medalla de oro    | Madison                     |
| 1997               | Perth (Australia)        | Medalla de plata  | Madison                     |
| Campeonato Europeo |                          |                   |                             |
| Año                | Lugar                    | Medalla           | Competición                 |
| 1995               | Mánchester (Reino Unido) | Medalla de plata  | Madison                     |
| 2000               | Gante (Bélgica)          | Medalla de plata  | Madison                     |

1. 1 2  Campeonato Europeo realizado sólo para la disciplina de madison.

## Palmarés en pista
- 1995

 Campeón del Mundo en pista de la prueba de Madison (con Silvio Martinello)
 Campeón de Italia de Madison (con Silvio Martinello)
1º en los Seis días de Grenoble (con Silvio Martinello)
- 1996

 Campeón del Mundo en pista de la prueba de Madison (con Silvio Martinello)
 Campeón de Italia de Madison (con Silvio Martinello)
1º en los Seis días de Burdeos (con Silvio Martinello)
1º en los Seis días de Milán (con Silvio Martinello)
1º en los Seis días de Bassano del Grappa (con Silvio Martinello)
1º en los Seis días de Bremen (con Silvio Martinello)
- 1997

1º en los Seis días de Burdeos (con Silvio Martinello)
1º en los Seis días de Milán (con Silvio Martinello)
1º en los Seis días de Zúrich (con Silvio Martinello)
1º en los Seis días de Medellín (con Silvio Martinello)
- 1998

1º en los Seis días de Bassano del Grappa (con Adriano Baffi)
1º en los Seis días de Gante (con Silvio Martinello)
1º en los Seis días de Copenhague (con Silvio Martinello)
1º en los Seis días de Berlín (con Silvio Martinello)
- 1999

1º en los Seis días de Milán (con Silvio Martinello)
- 2000

 Bronce en los Juegos Olímpicos de Sídney en Madison (con Silvio Martinello)
1º en los Seis días de Berlín (con Silvio Martinello)
- 2001

1º en los Seis días de Turín (con Ivan Quaranta)
1º en los Seis días de Stuttgart (con Silvio Martinello)
1º en los Seis días de Fiorenzuola d'Arda (con Ivan Quaranta)
- 2002

1º en los Seis días de Grenoble (con Adriano Baffi)
1º en los Seis días de Ámsterdam (con Silvio Martinello)
1º en los Seis días de Turín (con Ivan Quaranta)
- 2003

 Campeón de Italia de Madison (amb Samuele Marzoli)
- 2004

1º en los Seis días de Turín (con Ivan Quaranta)
- 2005

1º en los Seis días de Turín (con Sebastián Donadio)
- 2006

1º en los Seis días de Fiorenzuola d'Arda (con Franco Marvulli)

### Resultados a laCopa del Mundo
- 1995

1º en Mánchester, en Madison

## Palmarés en ruta
- 1994

Vencedor de una etapa de la Coca-Cola Trophy

### Resultados en el Giro de Italia
- 1995. 118.º de la clasificación general
- 2001. 133.º de la clasificación general